# Filipe de Creta
Filipe de Creta ou Filipe de Gortina foi um bispo de Gortina em Creta e um santo.

## Vida e obra
Pouco se sabe sobre ele, exceto que, segundo Eusébio em sua obra História Eclesiástica, ele foi autor de um tratado - perdido - contra os gnósticos. Um apologista durante o cristianismo primitivo, ele escreveu contra Marcião durante o tempo de Marco Aurélio. Ele foi mencionado com grande louvor por Dionísio de Corinto em uma de suas epístolas à comunidade cristã de Gortina.
Ele foi um dos biografados por São Jerônimo em sua obra De Viris Illustribus (Sobre Homens Ilustres - capítulo 30).